# Camp Sherman
Camp Sherman – jednostka osadnicza w Stanach Zjednoczonych, w stanie Oregon, w hrabstwie Jefferson.